# Casa Germanes Poch
La Casa Germanes Poch és una obra de Vilanova i la Geltrú (Garraf) protegida com a Bé Cultural d'Interès Local.

## Descripció
Es tracta d'un habitatge entre mitgeres d'origen unifamiliar actualment utilitzat com habitatge bifamiliar.
L'edifici es compon de planta baixa, entresòl, pis i golfes sota cobertes inclinades a excepció d'un petit terrat davanter, tres crugies, amb vestíbuls a doble alçada que comunica amb l'entresolat de les crugies laterals. L'escala central ventila per un petit pati posterior. Una de les crugies laterals amb més profunditat que les altres.
Les parets de càrrega de paredat comú i totxo. Els forjats de bigues de fusta i revoltó ceràmic (el de planta entresolat de la crugia llarga amb bigues de formigó i revoltó). Sota coberta amb bigues i llates de fusta i rajola.
La façana es compon segons tres eixos que es corresponen amb les tres crugies. Les obertures i lloses dels balcons en ordre decreixent a excepció de l'entresolat. A la planta baixa hi ha tres portals d'arc rebaixat a la planta baixa, el central de doble alçada. Els balcons d'obertures amb llinda i mènsules sota la llosa dels de la planta principal. El ràfec de coronament amb tortugada.